# Denzel Hall
Denzel Hall (Rotterdam, 22 mei 2001) is een Nederlands voetballer die bij voorkeur als rechtervleugel verdediger speelt. Hij doorliep de jeugdopleiding van Feyenoord en komt sinds medio 2023 uit voor sc Heerenveen. Bij de Friese club tekende hij op 31 juli 2023 een vierjarig contract.

## Clubcarrière

### Feyenoord
Hall kwam in 2008 in de Feyenoord Academy terecht. Hier doorliep hij nagenoeg alle jeugdelftallen. In de zomer van 2021 werd Hall door de nieuwe hoofdtrainer Arne Slot bij het eerste elftal van Feyenoord gehaald. Op 23 januari 2022 maakte hij zijn officiële debuut in de met 1-4 gewonnen uitwedstrijd bij N.E.C.. Hall kwam na 84 minuten in het veld voor Bryan Linssen.

### ADO Den Haag
Het seizoen na zijn officiële professionele debuut werd hij door de Rotterdammers verhuurd aan ADO Den Haag. Hier groeide Hall uit tot vaste basisspeler in de formatie van voormalig bondscoach en Feyenoord-trainer Dick Advocaat. Hij speelde veelal als rechtsback, maar werd enkele malen ook ingezet als centrale verdediger.

### SC Heerenveen
Na een goed seizoen bij ADO Den Haag keerde Hall terug bij Feyenoord, waar hij wederom aansloot bij het elftal van Arne Slot. Enkele weken maakte hij deel uit van de selectie, maar uiteindelijk werd hem medegedeeld dat hij mocht vertrekken en aan moest sluiten bij Jong Feyenoord. Hall leek hard op weg naar Fortuna Sittard, maar door de transfer van Milan van Ewijk naar Coventry City meldde sc Heerenveen zich in Rotterdam. Op 31 juli 2023 werd bekend dat Hall een vierjarig contract had getekend bij de ploeg van Kees van Wonderen. Op 12 augustus 2023 maakte hij zijn debuut in de met 3-1 gewonnen thuiswedstrijd met RKC Waalwijk. Hall kwam in de 71e minuut binnen de lijnen als vervanger voor Hussein Ali. 

## Carrière-statistieken
| Seizoen                     | Club           | Competitie     | Competitie | Competitie | Beker | Beker | Totaal | Totaal |
| Seizoen                     | Club           | Competitie     | Wed.       | Dlp.       | Wed.  | Dlp.  | Wed.   | Dlp.   |
| --------------------------- | -------------- | -------------- | ---------- | ---------- | ----- | ----- | ------ | ------ |
| 2021/22                     | Feyenoord      | Eredivisie     | 2          | 0          | 0     | 0     | 2      | 0      |
| 2022/23                     | → ADO Den Haag | Eerste divisie | 32         | 1          | 3     | 0     | 35     | 1      |
| 2023/24                     | sc Heerenveen  | Eredivisie     | 11         | 0          | 0     | 0     | 11     | 0      |
| 2024/25                     | sc Heerenveen  | Eredivisie     | 18         | 0          | 1     | 0     | 19     | 0      |
| Carrièretotaal              | Carrièretotaal | Carrièretotaal | 63         | 1          | 4     | 0     | 67     | 1      |
| Bijgewerkt op 25 juni 2025. |                |                |            |            |       |       |        |        |

## Interlandcarrière
Hall kwam sinds 2015 voor verschillende nationale jeugdelftallen uit.